# Adabay
Adabay est une rivière du centre de l'Éthiopie qui, avec la rivière Wanchet, définissait l'ancien district de Marra Biete. Ses affluents comprennent le Chacha, la Beresa et trois autres
ruisseaux qui se rejoignent au sommet d'un profond canyon,.